# Lâu đài Litomyšl
Lâu đài Litomyšl là một lâu đài nằm ở đông Bohemia, thuộc thị xã Litomyšl. Lâu đài này là một trong các công trình kiến trúc Phục hưng quan trọng ở Cộng hòa Séc. Với những giá trị độc đáo về lịch sử, kiến trúc và mỹ thuật, lâu đài Litomysl của CH Séc đã được UNESCO công nhận là Di sản văn hóa thế giới năm 1999.

## Lịch sử
Lâu đài này có lẽ đã được xây trên nền một lâu đài Slav và thuộc sở hữu của Kostka Postupice. Đã có khu định cư ở địa điểm này ít nhất vào thế kỷ 10, khu định cư tọa lạc ở vị trí giao lộ quan trọng trên tuyến đường chính giữa Bohemia và Moravia, với lõi có tường thành trên một đồi nơi ngày nay lâu đài này tọa lạc. Một tài liệu năm 1398 có các ghi chép đầu tiên về một tòa lâu đài cổ và lâu đài ở Litomyšl. Các điều tra lịch sử và khảo cổ đã cho thấy có phế tích một kiến trúc Trung cổ dưới tòa lâu đài Phục hưng này.